# 斯普林菲爾德鎮區 (密蘇里州亨利縣)
斯普林菲爾德鎮區（英語：Springfield Township）是位於美國密蘇里州亨利縣的一個行政鎮區。

## 地方資料
斯普林菲爾德鎮區的面積為86.13平方千米，當中陸地面積為85.18平方千米，而水域面積為0.95平方千米。根據2020年美國人口普查的數據，當地共有人口393人，而人口密度為每平方千米4.56人。